# The Lightning Rider
The Lightning Rider er en amerikansk stumfilm fra 1924 af Lloyd Ingraham.

## Medvirkende
- Harry Carey som Phlip Morgan
- Virginia Brown Faire som Patricia Alvarez
- Thomas G. Lingham som Alvarez
- Frances Ross som Claire Grayson
- Léon Bary som Rammon Gonzales
- Bert Hadley som Manuel
- Madame Sul-Te-Wan